# Пустињак
Пустињак или испосник (застарело: отшелник) је човек који је из духовних разлога отишао од света, да би живео на осамљеном, пустом месту. Пустињаци су се још називали и еремити (грч. ἔρημος — „пустиња“), анахорети (грч. ἀναχωρέω — „повући се, узмицати“) или монаси (грч. μόνος — „сам, осамљен“), премда су неки од ових назива временом добили одређенија значења.

## Историја
Први пустињаци појавили су се у хришћанству почетком 4. века, кад су престали прогони хришћана и када је хришћанство постало службена религија Римског царства. Пустињаштво се развило најприје у египатској и Синајској пустињи, а најпознатији пустињак био је Свети Антоније Велики. Из Египта, пустињаштво се проширило најпре на подручје Јудејске пустиње, где је успостављено неколико средишта пустињачкога живота, а потом и целим Блиским истоком одакле долази и на Запад. Првобитно се тај термин примењивао само на хришћане који су имали духовне мотиве да се окрену овом начину живота, наиме пустињску теологију Старог завета, односно четрдесет година лутања пустињом након напуштања Египта, што је требало да доведе до промене срца.
У Католичкој цркви се временом развило више пустињачких редова, а најпознатији су картузијанци и камалдолези. Испосништво као спорадични феномен постојало је у религијама Индије, Кине, Јапана и других земаља Истока (јудаизам, будизам, таоизам итд.). У различита времена сусретали су се следећи типови нехришћанског монашког живота: пустињаци Серапис у Египту; аскетски будисти; Есени, који су живели попут монаха на Мртвом мору око 3. века п е.; Јеврејски подвижници, звани терапеути, који су живели у близини Александрије; гностици новоплатонског смисла; аскетски следбеници бога Митре. Ермитаж у Кини је деловао као алтернатива политичкој каријери, али идеолошки је у великој мери био повезан са њим.

## Испосништво у православљу
Монашки живот (стгрч. μοναχος [] — монахос — „самотник“)
У православљу је испосница облик монашког, „скитског“ или „пустињског“ живота, самоћа повезана са добровољним прихватањем додатних аскетских завета поред општих статутарних прописа (на пример, интензивна молитва, строг пост, ћутање). Примарно хришћанство није познавало монаштво. И тек од другог века нове ере појавили су се хришћански монаси (пустињаци). Порекло монаштва у хришћанству повезано је са именом св. Антоније Велики. Реч монах је грчког порекла и значи: сам, онај који води усамљени живот. Тим именом се називају људи који су се одрекли живота у свету, и дали свечани завет непорочног живота, послушности и сиромаштва. Монаха који живи у потпуној самоћи зовемо још и: Пустињак или еремит (грч. ἔρημος — „пустиња“), јер су се такви изворно повлачили у пустиње, анахорет или отшелник (грч. ἀναχωρέω — „повући се„) Монаси се не жене, односно монахиње се не удају. Живе у мушким или женским манастирима. Монаси добијају посебан благослов Цркве, без којег не би могли ступити у заједницу себи сличних подвижника (манастирско братство или сестринство).

## Познати пустињаци
- Антоније Велики
- Киријак Отшелник
- Герасим Јордански
- Бенедикт Нурсијски
- Марија Египћанка
- Макарије Велики
- Јевтимије Велики
- Теодор Пустињак
- Македоније Сиријски
- Симеон Столпник
- Онуфрије